# Baleia-minke-antártica
A baleia-minke-antártica ou baleia-minke-austral (nome científico: Balaenoptera bonaerensis) é uma espécie de cetáceo da família Balaenoptera. Está distribuída em todos os oceanos do Hemisfério Sul. Foi considerada coespecífica com a Balaenoptera acutorostrata, sendo tratada como uma subespécie, entretanto análises moleculares (DNA mitocondrial) demonstraram que ambas não são mais próximas do que qualquer outra espécie do gênero. Medem cerca de 10 metros de comprimento e podem chegar à 9 toneladas de peso. Assim como nos demais misticetos, as fêmeas da baleia-minke-antártica tendem a ser maiores do que os machos.

## Alimentação
Baleias-minke-antárticas são frequentemente vistas alimentando-se em áreas com grandes concentrações de aves marinhas, o que leva os cientistas acreditarem que elas estão seguindo essas aves para localizar suas presas. Elas se alimentam principalmente de Krill, Crustáceos, Plâncton e uma grande variedade de peixes como Carpas, Bacalhau, Salmão, Cavalas, Arenques, Anchovas e Carpelins.

## Reprodução
As baleias-minke-antárticas tornam-se sexualmente maduras por volta dos cinco anos de idade. Sua gestação dura cerca de dez meses, e as fêmeas dão à luz um único bezerro por vez, que mede cerca de 2,5 metros e pesa em média cerca de 450 kg. Imediatamente após nascer, o filhote se alimenta do leite materno, e o desmame ocorre quando o mesmo possuí cerca de cinco meses de vida.

## Vocalizações
As baleias-minke-antárticas são conhecidas por vocalizar e criar sons que incluem cliques, grunhidos, assovios, gemidos, ganidos, bufos e latidos. Estas vocalizações podem ser tão altas quanto os aviões a jato decolando.

## Descoberta
Em fevereiro do ano de 1867, um pescador encontrou um rorqual macho estimado em 9,75 metros flutuando no Rio da Prata, a cerca de dez milhas de Buenos Aires, Argentina. Depois de trazê-lo para terra, o pescador chamou o zoólogo Hermann Burmeister, que o descreveu como uma nova espécie, Balaenoptera bonaerensis.  O esqueleto de outro espécime, um indivíduo de 4,7 metros retirado de Otago Head, Nova Zelândia, em outubro de 1873, foi enviado pelo professor Frederick Hutton, que trabalhava no Museu Otago em Dunedin, para o Museu Britânico em Londres, onde foi examinado pelo zoólogo John Edward Gray, que o descreveu como uma nova espécie de "baleia pique" e nomeou-o Balaenoptera huttoni. Ambas as descrições foram amplamente ignoradas por um século.